# Ginzo de Limia
Ginzo de Limia (en gallego y oficialmente Xinzo de Limia) es un municipio de la provincia de Orense en Galicia, España.

## Geografía
Es la capital de la comarca de La Limia, situándose a 36 km de Orense. El término municipal está atravesado por la autovía de las Rías Bajas A-52 entre los pK 189 y 194, además de por la carretera N-525, alternativa convencional a la anterior, por la carretera OU-531 que conecta con Celanova, y por las carreteras locales que permiten la comunicación entre las parroquias. 
El relieve del municipio es predominantemente llano y poco accidentado, ya que ocupa el fondo de una depresión tectónica que es atravesada por el río Limia de este a oeste. Sin embargo, no todo el municipio presenta esa uniformidad topográfica y estructural ya que al noreste del municipio, se elevan los montes A Pena (758 m) y Alto da Medorra (788 m) en una cadena montañosa que continúa hacia la Sierra de San Mamede, y por el sur, cierra la depresión otra zona montañosa que supera los 900 m de altitud, una prolongación de la sierra de Laroco. La altitud del municipio oscila entre los 990 m al sureste y los 613 m a orillas del río Limia. El pueblo se alza a 620 m sobre el nivel del mar. 
| Noroeste: Villar de Santos | Norte: Sandias        | Noreste: Sarreaus |
| Oeste: Porquera            |                       | Este: Trasmiras   |
| Suroeste: Porquera         | Sur: Blancos y Baltar | Sureste: Cualedro |

## Geografía humana

### Demografía
Cuenta con una población de 9632 habitantes (INE 2024).
| Gráfica de evolución demográfica de Ginzo de Limia entre 1842 y 2021 |
| |
| Población de derecho según los censos de población del INE Población de hecho según los censos de población del INEEn este censo se denominaba Ginzo: 1842 En estos censos se denominaba Ginzo de Limia: 1857, 1860, 1877, 1887, 1897, 1900, 1910, 1920, 1930, 1940, 1950, 1960 y 1970 Entre el censo de 1930 y el anterior, crece el término del municipio porque incorpora a 32503 (Moreiras) |

### Organización territorial
El municipio está formado por treinta y cinco entidades de población distribuidas en veinte parroquias:
- Boado (San Pedro)
- Cima de Ribeira (San Miguel)
- Damil (San Salvador)
- Faramontaos (San Salvador)
- Ganade (San Bartolomé)[9][12][13]
- Ginzo de Limia[10]
- Gudín (San Miguel)
- Guntimil (San Juan)[9][14]
- La Pena[10] (San Pedro)[9][15]
- Laroá (Santa María)
- Las Lamas[10]
- Moreiras (Santo Tomé)[9][16][17]
- Morgade (Santo Tomé)[9][18][17]
- Mosteiro[10] (Santa María)[19]
- Novás (San Nicolás)[9][20][21][11]
- Parada de Riveira[10] (San Salvador)[22]
- Piñeira Seca (San Andrés)[9][23][24][11]
- San Pedro de Laroá
- Seoane[10] (San Juan)[9][25]
- Solveira[10] (San Pedro)[9][26][27]

## Festividades

### Entroido
La fiesta más importante del municipio es el Entroido (Carnaval), fiestas en las que la gente se disfraza. Está considerada Fiesta de interés turístico internacional y se trata del ciclo de carnaval más largo de toda España pues se extiende durante 5 domingos (fareleiro, oleiro, corredoiro, entroido y piñata), iniciándose el tercer domingo anterior del Domingo de Carnaval. El símbolo por antonomasia del carnaval de Ginzo de Limia es "la Pantalla", cuyo atuendo se considera incompleto sin la vejigas (se reponen cada vez que se rompen). Las Pantallas visten camisa y calzón blancos, capa roja o negra, pañoleta (casi siempre roja), polainas negras y zapatos negros. Una faja también roja se lleva en la cintura, junto con las campanillas, así la cadera sufre menos el roce de las campanillas. Además del Carnaval, Ginzo de Limia celebra sus fiestas patronales en honor de Santa María cada 18 de julio, fiestas de calle en las que destacan los actos religiosos, espectáculos itinerantes, fuegos artificiales y desfiles de gigantes y cabezudos.

### Esquecemento
La Festa do Esquecemento (fiesta del olvido) se celebra cada año a finales de agosto y es una recreación histórica que rememora la leyenda del río Limia que decía tener las mismas propiedades de borrar la memoria que el legendario Lete. En 138 a. C., el general romano Décimo Junio Bruto Galaico intentó deshacer el mito, ya que, dificultaba las campañas militares en la zona. Se dice que lo cruzó y entonces llamó a sus soldados desde el otro lado del río, uno a uno por su nombre. Asombrados de que su general recordara sus nombres, los soldados cruzaron el río sin temor, acabando así con su fama de peligroso.

## Administración

### Resultado de las Elecciones Municipales de mayo de 2007
- Total votantes: 6.363 - 69,88%
- Abstención: 2.742 - 30,12%
- Votos nulos: 66 - 1,04%
- Votos en blanco: 86 - 1,35%
- Concejales a elegir: 13

| Candidaturas | n.º votos | %      | concejales |
| ------------ | --------- | ------ | ---------- |
| PP           | 3.083     | 48,96% | 7          |
| PSdeG-PSOE   | 1.768     | 28,08% | 4          |
| BNG          | 1.224     | 19,44% | 2          |
| ADEI-O       | 136       | 2,16%  |            |

### Resultado de las Elecciones Municipales de mayo de 2011
- Total votantes: 6.918 - 83%
- Abstención: 1.417 - 17%
- Votos nulos: 97 - 1,4%
- Votos en blanco: 103 - 1,51%
- Concejales a elegir: 17

| Candidaturas | n.º votos | %      | concejales |
| ------------ | --------- | ------ | ---------- |
| PP           | 3.283     | 48,13% | 9          |
| BNG          | 1.323     | 19,4%  | 3          |
| PSdeG-PSOE   | 1.000     | 14,66% | 3          |
| A.P.GA.      | 503       | 7,37%  | 1          |
| AIDAL        | 436       | 6,39%  | 1          |
| EU           | 135       | 1,98%  | 0          |
| A.D.E.I.-O   | 38        | 0,56%  | 0          |

### Resultado elecciones de marzo de 2019
| PP   | 5 | -4 | 34,61% | 46,02% | 1.262 | -1.413 |
| PSOE | 3 | -1 | 24,85% | 25,20% | 906   | -559   |
| ÁXIL | 2 | -  | 16,07% | -      | 586   | -      |
| Cs   | 1 | -  | 9,22%  | -      | 336   | -      |
| XA   | 1 | -2 | 8,15%  | 18,60% | 297   | -784   |
| BNG  | 1 | -  | 6,25%  | 8,65%  | 228   | -275   |
| CxG  | - | -  | 0,49%  | -      | 18    | -      |

### Evolución de la deuda viva
El concepto de deuda viva contempla solo las deudas con cajas y bancos relativas a créditos financieros, valores de renta fija y préstamos o créditos transferidos a terceros, excluyéndose, por tanto, la deuda comercial.
| Gráfica de evolución de la deuda viva del ayuntamiento entre 2008 y 2014                             |
| |
| Deuda viva del ayuntamiento en miles de Euros según datos del Ministerio de Hacienda y Ad. Públicas. |

La deuda viva municipal por habitante en 2014 ascendía a 621,88 €.